# Biłopilla
Biłopilla (ukr. Білопілля, pol. hist. Białopol) – wieś na Ukrainie, w obwodzie winnickim, w rejonie koziatyńskim. W 2001 roku liczyła 702 mieszkańców.
Dawniej znajdowała się tu twierdza z wieżami i zwodzonymi mostami. Na miejscu zamku Wincenty Tyszkiewicz wybudował kościół klasycystyczny pw. św. Antoniego z Padwy z portalem z czterema kolumnami zwieńczonym tympanonem.